# آهوی اطلسی
آهوی اطلسی، غزال اطلسی (نام علمی: Gazella atlantica) یا آهوی اقیانوس اطلس، گونه‌ای منقرض‌شده از آهوها است که در دوران پلیستوسن پسین در شمال غربی آفریقا زندگی می‌کرد.